# فاسيرشوتزبولزي

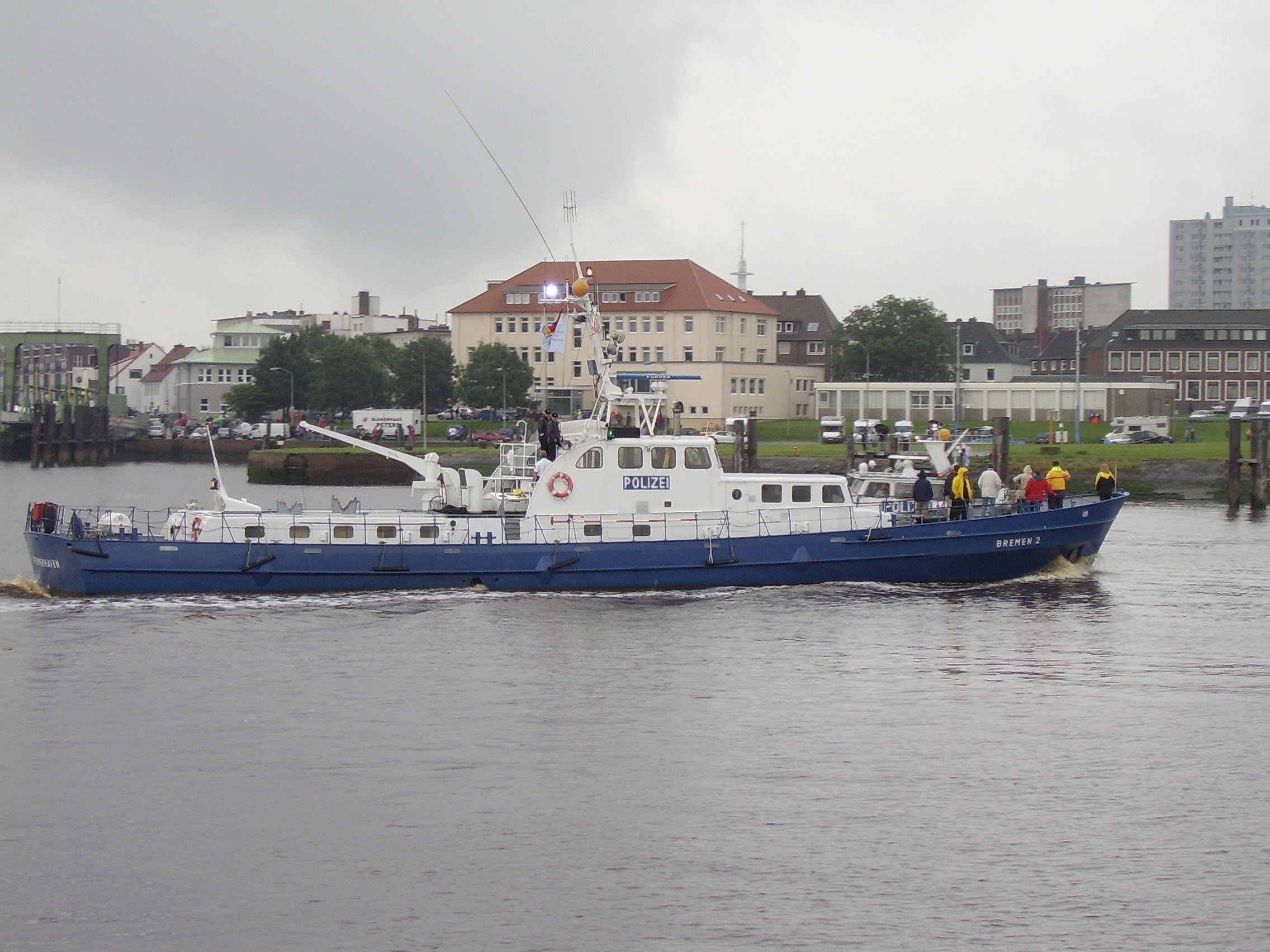
قارب بريمن فاسيرشوتزبولزي في بريمرهافن

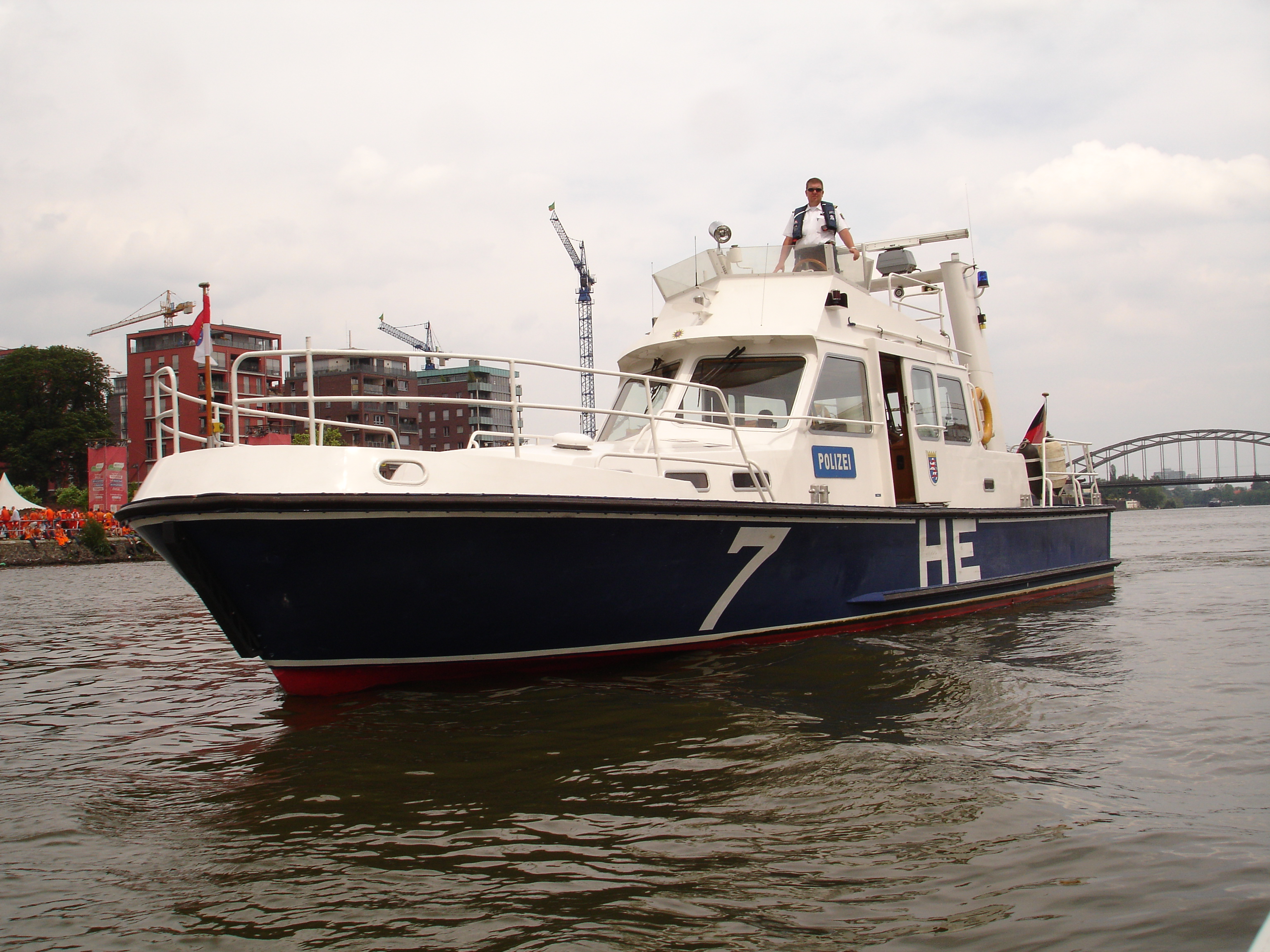
زورق دورية لشرطة المائية في ولاية هيس

فاسيرشوتزبولزي Wasserschutzpolizei أي الشرطة المائية (WSP - المترجمة حرفيا «قوة شرطة المياه» باللغة الألمانية) هي شرطة المياه التي تقوم بدوريات في المجاري المائية والبحيرات والموانئ في ألمانيا على مدار الساعة. WSP هي جزء من شرطة الولاية. تحتفظ الشرطة الفيدرالية (Bundespolizei أو BPOL) بـ 16 دورية دورية  وتعتبر المروحيات جزءًا من خفر السواحل (Küstenwache) ومخصصة لمحطات BPOL الساحلية. تشتمل السفن المائية على ستة سفن دوريات بحرية، مثل سفن <i id="mwKg">Bad Bramstedt</i>، بالإضافة إلى عدد من السفن الداخلية السريعة وقارب واحد.
غالبًا ما يتمتع ضباط الشرطة الذين يرتدون الزي الرسمي البحري بتجربة شحن داخلية أو بحرية ويتم تدريبهم في مدرسة الشرطة المائية الألمانية (Wasserschutzpolizeischule) في هامبورغ. لأسباب عملية، قد يكون لبرنامج الشرطة المائية لولاية ما ولاية في إقليم دولة أخرى (على سبيل المثال، فإن شرطة هامبورغ المائية مسؤولة عن قسم من نهر Elbe الممتد في ولايات مكلنبورغ فوربومرن وساكسونيا السفلى وشلسفيغ هولشتاين وهامبورغ.)

## بادن فورتمبيرغ
تم تنظيم الشرطة المائية في بادن-فورتمبيرغ بشكل غير مركزي والحقت بإدارات الشرطة التي توجد بها منطقة عملياتها. وقد تغيرت شرطة بادن-فورتمبيرغ إلى هذا الهيكل في عام 2005. ويوجد ثمانية مراكز شرطة نهرية في بادن-فورتمبيرغ على طول نهر الراين ونيكار وعلى بحيرة كونستانس.

## بافاريا
الشرطة النهرية لبافاريا هي جزء من شرطة ولاية بافاريا. مركز الشرطة النهرية لبافاريا هو جزء من مقر شرطة فرانكونيا الوسطى ويقع في شفاباخ. يدعم المركز تسعة مراكز لشرطة النهرية على طول النهر الرئيسي ودانوب وقناة الدانوب الرئيسية، بالإضافة إلى 14 مركز شرطة مع بعثات لشرطة المياه في أكبر 25 بحيرة في بافاريا.

## بريمن
تعتبر شرطية بريمن المائية مسؤولة عن القيام بدوريات في الموانئ والمجاري المائية الداخلية لمدينة بريمن الهانزية الحرة، وتشكل جزءًا من شرطة ولاية بريمن. تعمل من قواعد في بريمن وبريمرهافن.